# 1er mars 1922
Le mercredi 1er mars 1922 est le 60e jour de l'année 1922.

## Naissances
- Ali-Reza Pahlavi (mort le 17 octobre 1954), prince d'Iran
- Beppe Fenoglio (mort le 18 février 1963), écrivain italien
- Bob Sheppard (mort le 18 septembre 2002), agent secret britannique
- Fred Scolari (mort le 17 octobre 2002), joueur de basket-ball américain
- Marcel Ronda (mort le 1er septembre 2015), militaire et émeutier français
- William Gaines (mort le 3 juin 1992), éditeur américain
- Yitzhak Rabin (mort le 4 novembre 1995), homme politique israélien

## Décès
- Eugène-Toussaint Cateland (né le 28 mars 1840), architecte français
- Léon Brouwier (né le 18 décembre 1847), homme politique belge
- Rafael Moreno Aranzadi (né le 23 mai 1892), joueur de football espagnol

## Événements
- Élection présidentielle brésilienne de 1922
- Fin de la Révolte du Rand
- Pose de la première pierre de la mosquée de Paris.